# SK Titsja Varna
SK Titsja Varna (Bulgaars: СК Тича Варна) was een Bulgaarse voetbalclub uit Varna.

## Geschiedenis
De club werd op 24 mei 1914 opgericht door een fusie van FK Reka Titsja en FK Sportist Varna. Reka Titsja werd op 3 maart 1913 opgericht en het is deze datum die  officieel beschouwd wordt als oprichtdatum van de hedendaagse Tsjerno More Varna, hoewel voor veel Varna supporters, zou 1909 van Sportist, als eerst voorloper zou moeten zijn. De nieuwe naam werd aanvankelijk Kamtsjia maar kort daarna werd er terug naar de naam Reka Titsja gegaan. 
In 1915 speelde de club een internationale wedstrijd tegen het 21ste Pomeraanse regiment die onbeslist op 4:4 beëindigde. In 1919 werd de naam SK Titsja aangenomen. In 1925 werd het team uitgenodigd voor de paasbeker in Boekarest. De club versloeg Tricolor Boekarest en in de finale Sportul en was zo de eerste Bulgaarse club met internationale faam. 
In de begindagen was er in Bulgarije geen nationale competitie zoals die er nu is, maar waren er regionale competities, waarvan sinds 1923 de kampioenen via een nationale eindronde streden om de landstitel. Titsja plaatste zich in 1934/35 voor het eerst voor de eindronde en stootte door naar de finale, die ze met 4-0 verloren van Sportklub Sofia. Ook het volgende seizoen stond de club in de finale en verloor deze nu van Slavia Sofia. Het volgende seizoen was het stadsrivaal SK Vladislav Varna die in de eindronde stond. 
In 1937/38 ging eindelijk de nationale competitie van start met tien clubs. Uit Varna mochten twee clubs aantreden en beide clubs eindigden bovenaan de rangschikking. Titsja werd kampioen met drie punten voorsprong op rivaal Vladislav. Het volgende seizoen eindigde de club samen met Vladislav op een gedeelde tweede plaats met één punt achterstand op kampioen Slavia Sofia. Na een middelmatig seizoen werd de volgende jaren de titel weer via bekervorm beslecht wegens de omstandigheden in de Tweede Wereldoorlog. De club werd echter meestal vroeg uitgeschakeld.
Na de communistische staatsgreep van 9 september 1944 werd er doorgegaan met volledige reorganisatie van alle sportbewegingen in stemming met de socialistische opvattingen van het nieuw bewind. Geen enkel van de leidende sportclubs werd bespaard. Zo werd op 18 februari 1945 de fusie van Titsja en rivaal Vladislav aangekondigd onder de naam van Titsja-Vladislav 45. De fusie was niet gewillig en enkel een beslissing door een politieke partij met absolute en ongecontroleerde macht, die gewoon besloten had dat er gewoon te veel clubs in de stad Varna zijn en dat hun aantal moest verminderen. De club veranderde nog enkele keren van naam tot in 1959 de huidige naam Tsjerno More Varna aangenomen werd.

## Erelijst
Landskampioen:
1938